# John C. Elliott

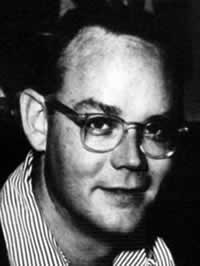
John C. Elliott

 John C. Elliott (* 30. Januar 1919 in Los Angeles, Kalifornien; † 13. August 2001 in San Marino, Kalifornien) war ein US-amerikanischer Politiker. Zwischen Juli und November 1952 war er Gouverneur von Amerikanisch-Samoa.

## Werdegang
Über John Elliotts Schulausbildung und seinen Werdegang jenseits seiner Tätigkeit als Gouverneur von Amerikanisch-Samoa ist nichts überliefert. Er war Mitglied der Demokratischen Partei und unter Phelps Phelps stellvertretender Gouverneur sowie Secretary of State von Samoa. Elliott übte sein Gouverneursamt zwischen dem 16. Juli und dem 28. November 1952 aus. Dann trat er aus persönlichen Gründen zurück. Nach dem Ende seiner Zeit als Gouverneur verliert sich seine Spur. Es wird nur erwähnt, dass er am 13. August 2001 in San Marino im Los Angeles County starb.